# Leonhardt (Familienname)
Leonhardt ist ein deutscher Familienname und eine Form von Leonhard.

## Namensträger

### A
- Adolph Leonhardt (Gerhard Adolph Wilhelm Leonhardt; 1815–1880), deutscher Jurist und Politiker
- Andreas Leonhardt (1800–1866), österreichischer Musiker, Komponist und Kapellmeister
- Annette Leonhardt (* 1955), deutsche Pädagogin
- Arne Leonhardt (1931–1982), deutscher Schriftsteller
- August Leonhardt (1867–1936), siebenbürgischer Jurist, Historiker, Lyriker und Dramatiker

### B
- Björn Leonhardt (* 1978), deutscher Eishockeytorwart und -trainer

### C
- Carl Leonhardt (Komponist) (1886–1969), deutscher Komponist und Musikpädagoge
- Carl Friedrich Leonhardt (Unternehmer), deutscher Unternehmer und Zeitungsverleger
- Carl Friedrich Leonhardt (Botaniker) (1845–1921), deutscher Botaniker
- Carl Friedrich Wilhelm Leonhardt (1881–1918), deutscher Architekt
- Carl Gustav Leonhardt (1845–1903), deutscher Textilfabrikant
- Carolin Leonhardt (* 1984), deutsche Kanutin
- Christian Gottlob Leonhardt (1843–1929), deutscher Unternehmer
- Claus-Peter Leonhardt (* 1951), deutscher Schriftsteller, Medienanthropologe und Verleger

### D
- Danjo Leonhardt (* 2002), deutscher Eishockeyspieler

### E
- Emil Leonhardt (1862–1958), deutscher Mundartdichter
- Ernst Leonhardt (Politiker) (1885–1945), Schweizer Politiker
- Ernst Leonhardt (Künstler) (* 1935), deutscher Bildhauer, Maler und Grafiker

### F
- Friedrich Leonhardt (vor 1934–2002), deutscher Bauingenieur und Unternehmer
- Fritz Leonhardt (1909–1999), deutscher Bauingenieur

### G
- Gottfried Leonhardt (1919–2018), deutscher Grafiker und Illustrator
- Gottlieb Paul Leonhardt (1869–?), deutscher Papierfabrikant und Zeitungsverleger
- Günter Leonhardt (1927–2011), deutscher Logistikunternehmer
- Günter Leonhardt (Vermessungsingenieur) (1937–2015), deutscher Vermessungsingenieur und Bergbauexperte
- Gustav von Leonhardt (1838–1891), österreichischer Bankmanager
- Gustav Leonhardt (1928–2012), niederländischer Dirigent, Cembalist und Organist

### H
- Hans Schmidt-Leonhardt (1886–1945), deutscher NS-Funktionär
- Harald Leonhardt (1924–2012), deutscher Architekt
- Helge Leonhardt (* 1958), deutscher Unternehmer und Fußballfunktionär
- Helmut Leonhardt (1918–2000), deutscher Anatom und Hochschullehrer
- Henrike Leonhardt (* 1943), deutsche Schriftstellerin
- Herbert Leonhardt (1925–1986), deutscher Skispringer

### J
- Jens Leonhardt (* 1964), deutscher Fußballspieler
- Johann Leonhardt (1859–1928), siebenbürgischer Pfarrer, Historiker, Schriftsteller und Publizist
- Johannes Leonhardt (1893–1959), deutscher Mineraloge
- Jürgen Leonhardt (* 1957), deutscher Altphilologe

### K
- Karl Leonhardt (Architekt) (1870–1920), deutscher Architekt und Baumeister
- Karl Leonhardt (1886–1969), deutscher Komponist und Musikpädagoge, siehe Carl Leonhardt (Komponist)
- Karl Leonhardt (General) (1929–2007), deutscher Generalleutnant
- Karl Friedrich Leonhardt (1882–1940), deutscher Archivar, Historiker und Autor
- Karl Friedrich Wilhelm Leonhardt (1881–1918), deutscher Architekt, siehe Carl Friedrich Wilhelm Leonhardt
- Karl Michael Leonhardt (1900–??), deutscher Pianist, Komponist und Dirigent
- Kuno Leonhardt (1848–1931), deutscher Handwerkerfunktionär und Politiker, MdL Sachsen-Meiningen

### L
- Lena Leonhardt (* 1987), deutsche Filmregisseurin und Drehbuchautorin

### M
- Marie Leonhardt (1928–2022), niederländische Violinistin
- Merlin Leonhardt (* 1988), deutscher Schauspieler
- Miranda Leonhardt (* 1975), deutsche Schauspielerin, siehe Mimi Fiedler

### N
- Nadine Leonhardt (* 1977), deutsche Politikerin (SPD)

### O
- Otto Leonhardt (Manager) (Paul Otto Leonhardt; 1877–1939), deutscher Industriemanager
- Otto Leonhardt (Unternehmer) (1878–1966), deutscher Papierfabrikant
- Otto Leonhardt (Komponist) (Johann Otto Leonhardt; 1881–1961), deutscher Komponist und Musiklehrer

### P
- Paul Leonhardt (Kaufmann) (1852–1927), deutscher Kaufmann und Politiker
- Paul Martin Leonhardt (1883–1971), deutscher Maler und Grafiker
- Paul Otto Leonhardt (1877–1939), deutscher Industriemanager, siehe Otto Leonhardt (Manager)
- Paul Saladin Leonhardt (1877–1934), deutscher Schachspieler
- Peter Leonhardt (Architekt) (1924–2005), deutscher Architekt
- Peter Leonhardt (Mediziner) (* 1935), deutscher Mediziner und Hochschullehrer
- Peter Schulz Leonhardt (* 1963), deutscher Zeichner, Grafiker und Illustrator

### R
- Ralph Leonhardt (* 1967), deutscher Nordischer Kombinierer
- Regine Leonhardt (* 1965), deutsche Schauspielerin
- Reiner Leonhardt (* 1938), deutscher Handballspieler
- Richard Leonhardt (1852–1939), deutscher Zeitungsverleger
- Robert Leonhardt (Sänger) (1873–1923), österreichischer Opernsänger (Bariton)
- Robert Leonhardt (Skispringer) (* 1969), deutscher Skispringer
- Rochus Leonhardt (* 1965), deutscher Theologe
- Rudolf Leonhardt (Drucker) (1880–1962), deutscher Drucker
- Rudolf Leonhardt (1889–1953), deutscher Schriftsteller, siehe Rudolf Leonhard
- Rudolf Walter Leonhardt (1921–2003), deutscher Journalist und Literaturwissenschaftler

### S
- Susanne Wimmer-Leonhardt (* 1966), deutsche Politikerin (SPD)
- Sven Leonhardt (* 1968), deutscher Nordischer Kombinierer

### T
- Theodor Leonhardt (1905–nach 1944), deutscher Politiker (NSDAP)
- Thomas Leonhardt (* 1966), deutscher Fußballspieler

### U
- Ulf Leonhardt (* 1965), deutscher Physiker
- Uwe Leonhardt (1958),  deutscher Unternehmer und Fußballfunktionär

### W
- Wendelin Leonhardt (1872–1949), deutscher Architekt
- Wilhelm Leonhardt (1865–1935), deutscher Chemiker und Fabrikant
- Willy Leonhardt (Instrumentenbauer) (1880–1954), deutscher Instrumentenbauer
- Willy Leonhardt (Politiker) (1937–2017), deutscher Politiker (SPD)
- Wolfgang Leonhardt (* 1942), deutscher Historiker und Herausgeber